# Биков Микола Дмитрович
Мико́ла Дми́трович Би́ков (10 грудня 1812 — 18 березня 1884) — російський художник, колекціонер.
У 1837—1838 виконав для Михайла Вієльгорського копію з портрета Василя Жуковського, написаного Карлом Брюлловим.
В колекції картин і малюнків зберігалася сепія Шевченка «Тарас Бульба з синами».
Биков — автор двох нотаток, надрукованих у журналі «Русская старина» (1877, № 11 та 1904, № 7), що пов'язані з історією викупу Тараса Шевченка з кріпацтва.